# 58097 Alimov
Alimov (asteróide 58097) é um asteróide da cintura principal, a 1,8929794 UA. Possui uma excentricidade de 0,2621575 e um período orbital de 1 500,96 dias (4,11 anos).
Alimov tem uma velocidade orbital média de 18,59523287 km/s e uma inclinação de 12,94044º.
Este asteróide foi descoberto em 26 de Outubro de 1976 por Tamara Smirnova.